# Sarah Brightman
Sarah Brightman, född 14 augusti 1960 i Berkhamsted, Hertfordshire, är en brittisk sångerska (sopran) och skådespelerska. 
Brightman har ett brett register och sjunger allt från klassiskt och opera till rock, pop och new age, med mera.

## Biografi
Sarah Brightman har en 30-årig karriär bakom sig. Hon slog först igenom i dansgruppen Hot Gossip, där hon var frontsångerska. Gruppen hade en hit med låten "I Lost My Heart to a Starship Trooper" som släpptes i december 1978. Brightmans nästa projekt var rollen som Jemima i musikalen Cats, en relativt liten roll med få soloinsatser. Efter ett år i Cats lämnade Brightman rollen som Jemima för att istället spela huvudrollen i barnoperan Nightingale. Det var där musikalkompositören Andrew Lloyd Webber, som satt i publiken, upptäckte Brightmans röst. Paret gifte sig senare och Brightman medverkade i ett flertal olika musikverk producerade av Andrew Lloyd Webber, till exempel Song and dance, Requiem, Phantom of the Opera och Aspects of Love. Hennes roll som Christine Daaé i originaluppsättningen av The Phantom of the Opera är kanske den hon är mest känd för. Rollen var skriven helt och hållet för henne. Efter att äktenskapet med Andrew Lloyd Webber tog slut 1990, fortsatte ändå Brightman att arbeta med honom ett tag.
Brightman lämnade musikalvärlden och började om på nytt, med en helt ny image och karriär, som kom att bli hennes mest framgångsrika. 
Hon sökte upp musikproducenten Frank Peterson på Nemo Studios i Tyskland som hade framgång med Enigma. De började experimentera med olika musikstilar och arbeta tillsammans. Arbetet gav upphov till en närmast ny musikgenre, klassisk crossover, som många efter Brightman tagit upp, exempelvis Andrea Bocelli, Charlotte Church, Josh Groban och Il Divo. Brightman är själv inte förtjust i kategorier och etiketter på musik men förstår att de måste finnas. Brightman använder sig av teman för varje album och låtarna brukar vävas in i varandra. Hennes första album med Frank Peterson blev Dive 1993 där hon släppte bland annat "Captain Nemo" som singel. Hela albumet är inspirerat av havets mystik. Hennes genombrott som soloartist blev emellertid albumet Timeless med hitsingeln "Time to say goodbye" ("Con te partirò"), en duett med Andrea Bocelli, 1997. Sarah Brightman har fått fler än 150 guld- och platinaawards i 34 länder. Hon har under åtta års tid sålt över 66 miljoner album och även 2 miljoner dvd:er och har blivit världens bäst säljande sopran genom alla tider. Frank Peterson och Brightman arbetar än idag tillsammans med olika projekt.

## DVD:er
- In Concert At The Royal Albert Hall (1997)
- One night in Eden live (1999)
- La Luna- Live in concert (2000/2001)
- Harem a desert fantasy (2004)
- Live from Las vegas (2004)
- Diva: the video collection (2006) (Släpptes världen runt förutom i Europa)
- Live in Vienna (2008) (Hittills endast släppt i USA via donation hos PBS)
- Repo! The Genetic Opera (2008)

## Personligt
Sarah Brightman är äldst av sex syskon. Hon har tre systrar och två bröder. Systern Amelia Brightman är också artist. Brightman gifte sig första gången med Andrew Graham-Stewart vid 18 års ålder och var därefter gift med Andrew Lloyd Webber 1984–1990. Hon hade ett förhållande med Frank Peterson 1992–2003.

## Övrigt
Brightman valdes till första gröna ambassadör vid IAAF friidrotts-VM i Osaka. Hon uppträdde för första gången med låten Running på öppningsceremonin den 25 augusti 2007. 
Brightman släppte sitt album Symphony den 19 mars 2008 i Sverige. Hon medverkar i filmen Repo-the genetic opera där hon spelar rollen Blind Mag. Ett soundtrack för filmen har släppts den 30 september via amazon.com
Hon sjöng på OS-invigningen under olympiska sommarspelen 2008 i Peking. 
Sarahs första julalbum med titeln A Winter Symphony släpptes runt om i världen den 3-5 november 2008.
Det fanns planer på att under 2015 få bli den första professionella artisten att framträda från rymden. Hon skulle då besöka den Internationella rymdstationen (ISS).